# Ескикој
Ескикој (грч. Νικοτσάρας, Никоцарас) је насељено место у општини Драма у периферији Источна Македонија и Тракија, Грчка. Према попису из 2021. године био је 201 становник.
Према бугарском географу и историчару, Василу Канчову, у Ескикоју је 1900. године живело 650 Словена муслимана и 250 Турака. Током Балканских и Првог светског рата село је настрадало и већи део мештана је избегао, тако је после рата остало 50 житеља. Године 1924. насељено је 79 грчких избегличких породица, којих је на попису из 1928. године било 279.